# 일 베티사드
일 베티사드(Ill Bethisad)는 현재 70명 이상의 참가자를 가진 대체 역사 협동 프로젝트로, 뉴질랜드의 앤드류 스미스(Andrew Smith)에 의해 시작되었다. 1997년 브리터니그 프로젝트(Brithenig Project)로서 시작되었다. 현재 인터넷에서 진행되고 있는 대체 역사 중 가장 오래되고 정교하다고 할 수 있으며, 스팀펑크에도 포함된다. 일 베티사드는 인공어, 역사, 연표, 뉴스 기사, 지도, 국기, 이미지, 동영상, 문화, 종교, 기술에 대한 묘사들과 이야기들 등으로 이루어진 백과사전식 구성을 따르고 있다.

## 분기
일 베티사드의 가장 큰 분기는 로마 제국이 더 강대해진 것이다. 그럼에도 불구하고, 많은 국가들이 자신들의 분기를 가지고 있기에, 역사는 대부분 현실 역사와 평행하게 전개되고 있다:
- 라틴어는 프랑스 및 유럽 대륙에서와 같이, 브리튼 제도(웨일스 및 잉글랜드)와 중앙유럽(폴란드 및 슬로바키아)에서도 로망스어로 발달한다.
- 베네다 분할(베네다Veneda는 일 베티사드 내 폴란드의 국명)을 나폴레옹 보나파르트가 중지시키고, 베네다-리투아니아 연방은 두 왕관 공화국(Republic of the Two Crowns)이라는 국명으로 존속하고 있다.[4] 현재 영토는 현실에서의 양차 세계 대전 전간기 당시의 폴란드, 리투아니아, 동프로이센을 합친 것과 비슷하다. 아프리카의 감비아를 식민지로 두고 있다. 베네다인들은 현실의 폴란드인들처럼 가톨릭 신자들이지만, 차이점으로는 대부분의 리투아니아인들이 로무바를 믿고 있다.
- 제국 영토 안에서 통일된 언어를 원하는 합스부르크가의 압력 아래서의 체코 및 실레시아에서는 체코-독일어가 발달한다.[5]
- 러시아 백군은 볼셰비키를 격파하고 민족주의 정부를 수립한다.[6]
- 카스티야 왕국과 아라곤 왕국은 스페인으로 통일되지 않는다.[7]
- 나폴레옹 보나파르트는 러시아 원정을 벌이지도, 워털루 전투에서 패배하지도 않는다.[8]
- 미국 독립 혁명이 일어나지 않아 현실에서와 같은 미합중국은 존재하지 않는다. 그 대신, 각 주들이 유럽 각국의 식민지로 남아 있는 북미연맹(North American League)이 존재한다.
- 중국은 1920년대부터 팽창을 시작해 티베트, 타이완, 시베리아, 한반도를 점령하지만, 동양대전(Great Oriental War)에서 패전하여 중국어 방언의 경계선을 따라 분할된다.[9]
- 일본 제국은 중국의 침략으로 괴뢰국이 되나, 동양대전으로 해방된다. 현재는 야마토(大和, 일 베티사드 내 일본의 국명), 조선, 류큐국, 에조 공화국을 통치하고 있다.[10]

전체적으로, 독립 국가, 입헌 군주국, 연방, 식민지, 공동통치령 모두 현실에서보다 훨씬 많이 존재하고 있다. 일 베티사드의 역사에서는 카탈루냐어, 저지 독일어, 크림 고트어 등 현실에서 사멸했거나 규모가 작아진 언어들이 해당 지역에서 널리 쓰이고 있다. 또한 현실 세계에서 개발에 실패했거나 인기가 없던 기술들이 실험되어 널리 상용화되고 있다. 예를 들어, 체펠린과 위그선 등은, 군사와 민간 양쪽에서 사용되고 있다. 컴퓨터가 잘 발달하지 않았으며 북아메리카에는 '실리콘밸리'도 없지만, 그 대신 아일랜드에 정보기술 중심지가 있다.

## 인공어
인공어는 일 베티사드에서 중요한 위치를 차지하며, 일 베티사드는 대체 역사 인공어라는 인공어 장르의 요람 또는 주요한 접점이라 할 수 있다. 현재까지 다양한 완성도에서의 30개 이상의 인공어가 존재한다. 일 베티사드에서 쓰이는 언어들은 브리터니그(웨일스어에 기반한 켈트 특색을 띄는 로망스어), 베네딕(로망스어화된 폴란드어), 보헤미아어(독일어화된 체코어), 달마티아어(현실에서 사멸한 달마티아어에 기반한, 루마니아어와 비슷한 로망스어), 슬리포니아어(Xliponian, 이피로스 지역에서 쓰이고 있는, 알바니아어와 비슷한 로망스어), 그리고 나시아어(Nassian, 카렐리야 지역에서 쓰이고 있음) 등의 몇몇 핀란드계 "북슬라브어군"이 있다.
일 베티사드(Ill Bethisad)라는 이름은 브리터니그로 세계를 뜻하며, 웨일스어 bydysawd 또는 라틴어 baptizatum에서 번역차용해 온 단어이다.
또한, 현실 세계의 다른 여러 언어들도 일부 달라졌으나, 독일어, 이탈리아어, 러시아어 등은 현실에서와 완벽히 같다. 스페인어, 영어, 일본어 등의 경우, 변화는 작으며 주로 맞춤법이나 로마자 표기에 한정되어 있다. 그 예로 갈리치아의 (우크라이나어 대신 쓰이는)루테니아어는 키릴 문자가 아닌 폴란드식 로마자로 표기된다. 더 극단적인 변화들도 있다; 그 예로, 일 베티사드의 크로아티아어는 인공적인 슬라브어로, 여러 면에서 현실 세계의 크로아티아어보다는 오히려 체코어에 더 가까우며, 일 베티사드의 달마티아어는 현실에서보다 더 많이 슬라브어파의 영향을 받은 것으로 보인다.